# あり得ない!
『あり得ない!』（ありえない）は、2010年1月13日から3月24日まで毎日放送（MBS）で放送されたテレビドラマ。全11話。

## 概要
「あり得ないこと」だと思われながらも実際に起きてしまった事件を元に描かれる、オムニバス形式のシチュエーション・コメディ。
江頭美智留の脚本・演出により、2009年6月に上演された劇団クロックガールズの同名舞台作品をドラマ化したものだが、企画自体は元々テレビドラマ用として生み出されたものとされている。テレビドラマ版では、江頭と複数の脚本家が脚本を手がけ、監督には幅広いジャンルの人材を起用しているほか、ドラマの冒頭と終盤には、YOUがストーリーテラーとして登場する。

## 出演者

### ストーリーテラー
- YOU

### キャスト
第1話 「父さんの殺人」
- 大島吾郎 - 佐野史郎
- 翔平 - 松田悟志
- 明日香 - 小野真弓
- 大島彩 - 梅田彩佳（AKB48）
- サナエ - 福地香代
- 佐伯浩介 - 陳内将
- 綾小路みどり - 月船さらら

第2話 「24時間後の花嫁」
- 津田啓太 - 加藤和樹
- 高橋鶴子 - 今村雅美
- 佐久間綾 - 杉ありさ

第3話 「運命っぽい恋」
- 磯崎整 - 水田航生
- 山本美和 - 高部あい
- 本田有花
- 本間健大
- 坂本七秋

第4話 「ハマった男」
- 矢沢巧 - かずや（ザ・たっち）
- 東匠 - 津田健次郎
- 川村亮介
- 飯尾麻耶
- 葉月あい
- 坂本七秋
- 大垣知哉

第5話 「ピザの悲劇」
- 桑田ノリオ - 鎌苅健太
- 高野アヤ - 宮澤佐江（AKB48）
- 宮川クミコ - 黒木マリナ
- 佐々木レイジ - 菅野篤海
- 遠藤トシキ - 植木豪（PaniCrew）
- 坂本七秋

第6話 「律儀な強盗犯」
- 中倉慎吾 - 古原靖久
- 矢口奈緒 - 入来茉里
- 田代 - 坂田鉄平
- 刑事 - 本間健大、たくや（ザ・たっち、友情出演）
- 矢口美沙子 - 杏さゆり

第7話 「マジックマネー」
- 米倉真治 - 徳山秀典
- 相原香織 - 秋元才加（AKB48）
- 東刑事 - 本間健大
- 重田 - 柿弘美
- 森脇 - 藤岡みなみ

第8話 「愚者の贈り物」
- 望月昇 - 永山たかし
- 望月瞳 - 小日向しえ
- 瞳の妹 - 佐藤千亜妃
- カメラマン - 椎名康裕
- 警察官 - 坂本七秋
- 内山 - 土井よしお

第9話 「通夜の前日」
- 田之上勇次 - 佐藤二朗
- 山村光一郎 - 滝口幸広
- 金谷まりえ - 増田有華（AKB48）
- アラタ - 宮原将護
- サキ - 杉山恵
- 山村将太 - 朝日瑞稀
- 山村の妻 - 氏家恵
- おばさん - 宮内順子

第10話 「死ぬ死ぬ詐欺な男」
- 龍二（エコレッド） - 中土居宏宜（Lead）
- 船津丸 - 柳澤貴彦
- エコピンク - 中村静香
- エコブルー - 赤塚篤紀
- エコグリーン - 望月柊成
- エコイエロー - 椎名康裕
- 沙耶 - 肘井美佳
- 七菜 - 高橋来留実

第11話 「ご飯が食べたい」
- 加納純一 - 桜田通
- 遠山麻衣 - 桃瀬美咲
- 中尾歩 - 谷更紗
- 串間保
- 浜崎サトル
- 坂本七秋

## スタッフ
- 原作 - 劇団クロックガールズ 舞台「あり得ない!」
- 脚本 - 江頭美智留、清水友佳子、広田光毅、松田恵里子、岡本貴也、李正姫、横田理恵、松田裕子
- 脚本協力 - ヤマザキ△そういち、中川千英子
- 監督 - 北川敬一、山下美紀子、千村利光、内田英治、日暮英典、倉木義典、岡本貴也、渡辺資、長尾久美子、村谷嘉則
- 企画 - 男全修二（ポニーキャニオン）、木村元子（DHE）、竹園元（MBS）
- プロデューサー - 利光佐和子（ポニーキャニオン）、中西研二・佐々木博之・永田恭子・碓氷貴也（DHE）、丸山博雄（MBS）
- ラインプロデューサー - 田村拓之（イメージフィールド）
- 音楽 - 諸橋邦行
- 主題歌 - Honey L Days「涙の数だけ抱きしめたい」[2]（avex trax）
- 宣伝 - 布川均（ポニーキャニオン）、安藤ひと実（MBS）
- 制作 - DHE
- 制作協力 - イメージフィールド
- 製作 - あり得ない!プロジェクト（ポニーキャニオン・毎日放送）

## 放送日程
| 話数   | 放送日 （毎日放送） | サブタイトル     | 脚本       | 脚本協力          | 監督       |
| ------ | ------------------- | ---------------- | ---------- | ----------------- | ---------- |
| 第1話  | 1月13日             | 父さんの殺人     | 江頭美智留 |                   | 北川敬一   |
| 第2話  | 1月20日             | 24時間後の花嫁   | 清水友佳子 | 山下美紀子        |            |
| 第3話  | 1月27日             | 運命っぽい恋     | 広田光毅   | ヤマザキ△そういち | 千村利光   |
| 第4話  | 2月3日              | ハマった男       | 広田光毅   |                   | 内田英治   |
| 第5話  | 2月10日             | ピザの悲劇       | 松田恵里子 | 日暮英典          |            |
| 第6話  | 2月17日             | 律儀な強盗犯     | 江頭美智留 | 倉木義典          |            |
| 第7話  | 2月24日             | マジックマネー   | 岡本貴也   | 岡本貴也          |            |
| 第8話  | 3月3日              | 愚者の贈り物     | 李正姫     | 中川千英子        | 渡辺資     |
| 第9話  | 3月10日             | 通夜の前日       | 横田理恵   |                   | 長尾久美子 |
| 第10話 | 3月17日             | 死ぬ死ぬ詐欺な男 | 松田裕子   | 村谷嘉則          |            |
| 第11話 | 3月24日             | ご飯が食べたい   | 江頭美智留 | 北川敬一          |            |

## ネット局
| 放送対象地域 | 放送局             | 放送期間                | 放送日時           | 放送系列   | 備考   |
| ------------ | ------------------ | ----------------------- | ------------------ | ---------- | ------ |
| 近畿広域圏   | 毎日放送（MBS）    | 2010年1月13日 - 3月24日 | 水曜 25:25 - 25:55 | TBS系列    | 制作局 |
| 福岡県       | RKB毎日放送（RKB） | 2010年1月25日 - 3月29日 | 月曜 26:30 - 27:00 | TBS系列    |        |
| 日本全域     | GYAO!              | 2010年2月24日 -         | 水曜更新           | ネット配信 |        |

## DVD
- あり得ない! DVD-BOX I（2010年5月19日発売、ポニーキャニオン）
- あり得ない! DVD-BOX II（2010年6月16日発売、ポニーキャニオン）